# Women in Red
Women in Red è un progetto di Wikipedia che affronta l'attuale divario di genere nei contenuti dell'enciclopedia. Il progetto si concentra sulla creazione di contenuti riguardanti le donne: biografie, opere e altri temi afferenti al sesso femminile.
Il progetto prende il nome dai collegamenti ipertestuali negli articoli di Wikipedia, che vengono visualizzati in rosso per indicare che l'articolo collegato non esiste.

## Storia
Women in Red è stato ideato dall'editor volontario di Wikipedia Roger Bamkin nel 2015, immediatamente seguito da un'altra editor volontaria, Rosie Stephenson-Goodknight. Bamkin aveva inizialmente coniato per il progetto il nome "Project XX", ma fu rapidamente abbandonato a favore di WikiProject Women in Red.

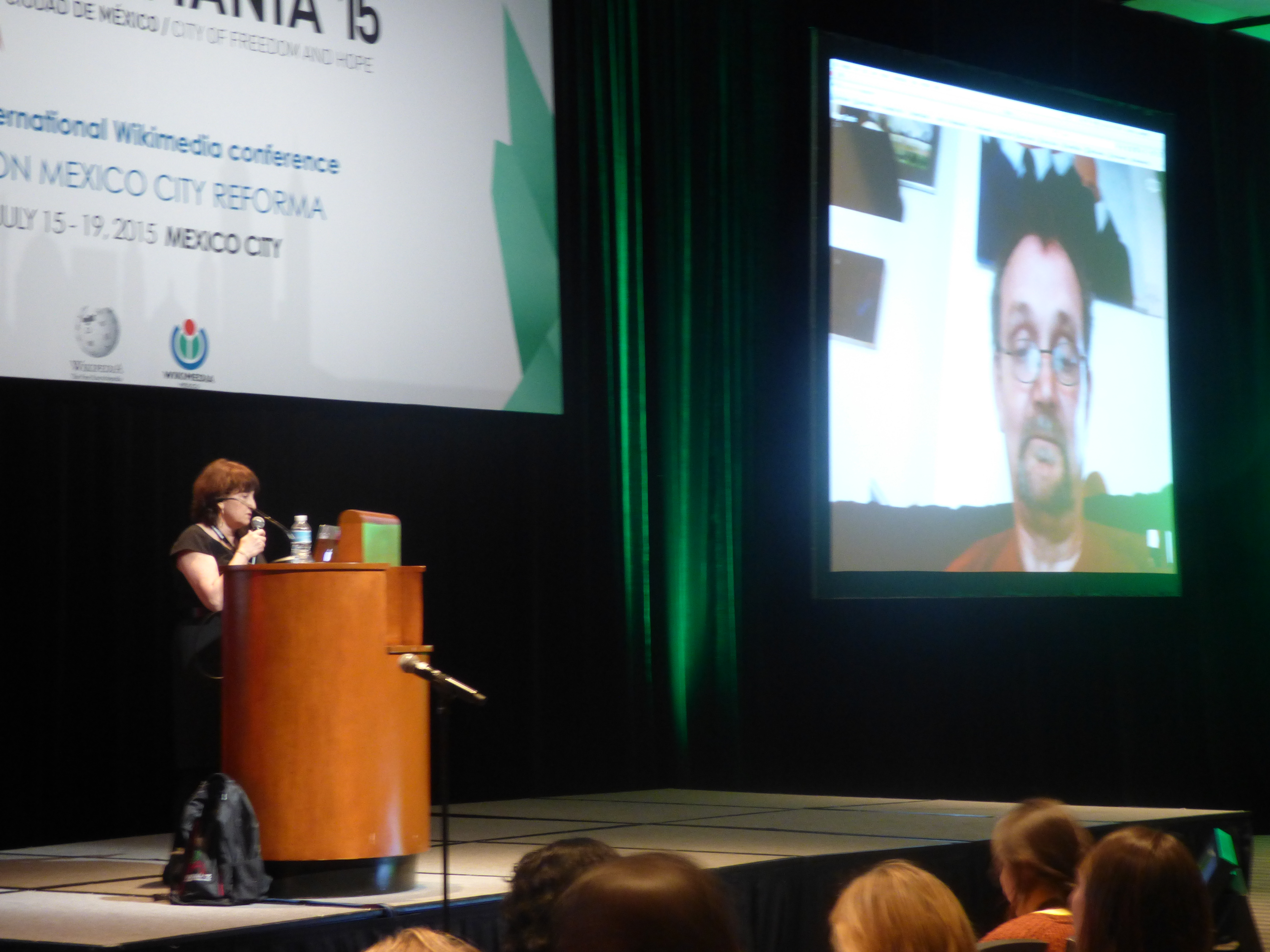
Rosie e Roger (collegato tramite Skype) annunciano la costituzione di Women in Red durante Wikimania 2015 a Città del Messico.

Dopo l'avvio, anche l'editor volontaria Emily Temple-Wood si è unita al progetto. La sua caratteristica è l'aggiunta di un nuovo articolo di Wikipedia su una scienziata ogni volta che qualcuno la molesta per i suoi sforzi profusi per il progetto. Altro contributore di rilievo è stato Steven Pruitt, con oltre 600 articoli scritti.
A Wikimania 2016, svoltosi a Esino Lario, il co-fondatore di Wikipedia Jimmy Wales, ha nominato Stephenson-Goodknight e Temple-Wood wikipediani dell'anno per il loro sforzo nel colmare il divario di genere.

## Metodi

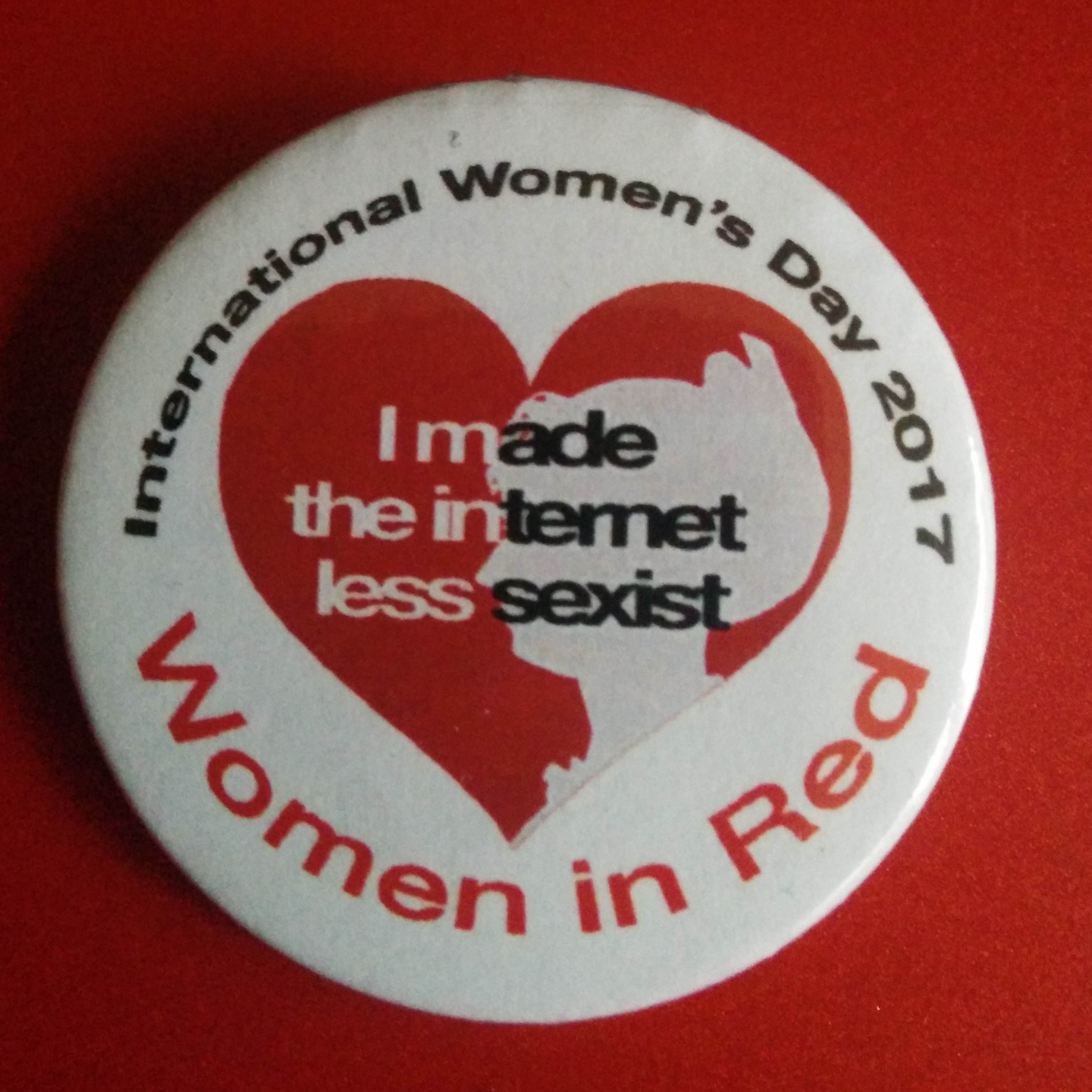
Spilla per pubblicizzare gli edit-a-thon di WiR nel corso della Giornata internazionale della donna del 2017

Women in Red organizza editathon su Wikipedia in varie città del mondo, oltre ad uno continuo virtuale. Gli editathon di persona, che durano un giorno intero, sono eventi mirati a formare nuovi contributori che possano contribuire al progetto apportando contenuti su donne enciclopediche, oltre che ad aumentare il numero di donne editor. Infatti, sebbene Wikipedia sia "l'enciclopedia libera che chiunque può modificare", nel 2015 solo il 10% circa degli editor erano donne.
Al fine di facilitare l'individuazione degli articoli mancanti, Women in Red raccoglie in 150 elenchi i collegamenti evidenziati in rosso.
Al 22 dicembre 2016, i volontari di Women in Red hanno aggiunto più di 45.000 articoli e la percentuale di biografie su donne è salita, dal 15% di luglio 2015, al 16,8%.